# Rosa bracteata
Rosa bracteata är en rosväxtart som beskrevs av Johann Christoph Wendland. Rosa bracteata ingår i släktet rosor, och familjen rosväxter. Utöver nominatformen finns också underarten R. b. scabricaulis.

## Bildgalleri

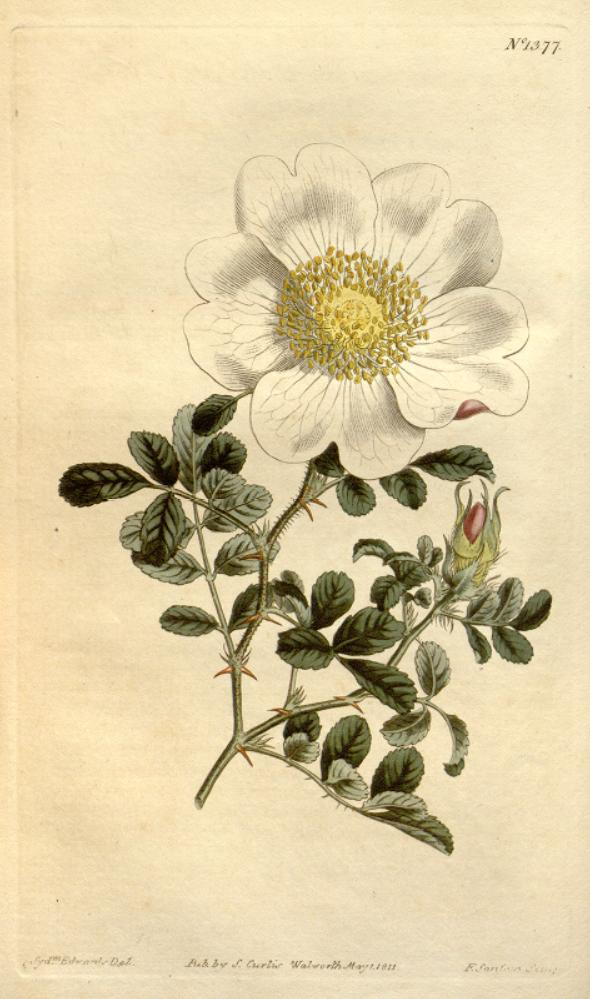
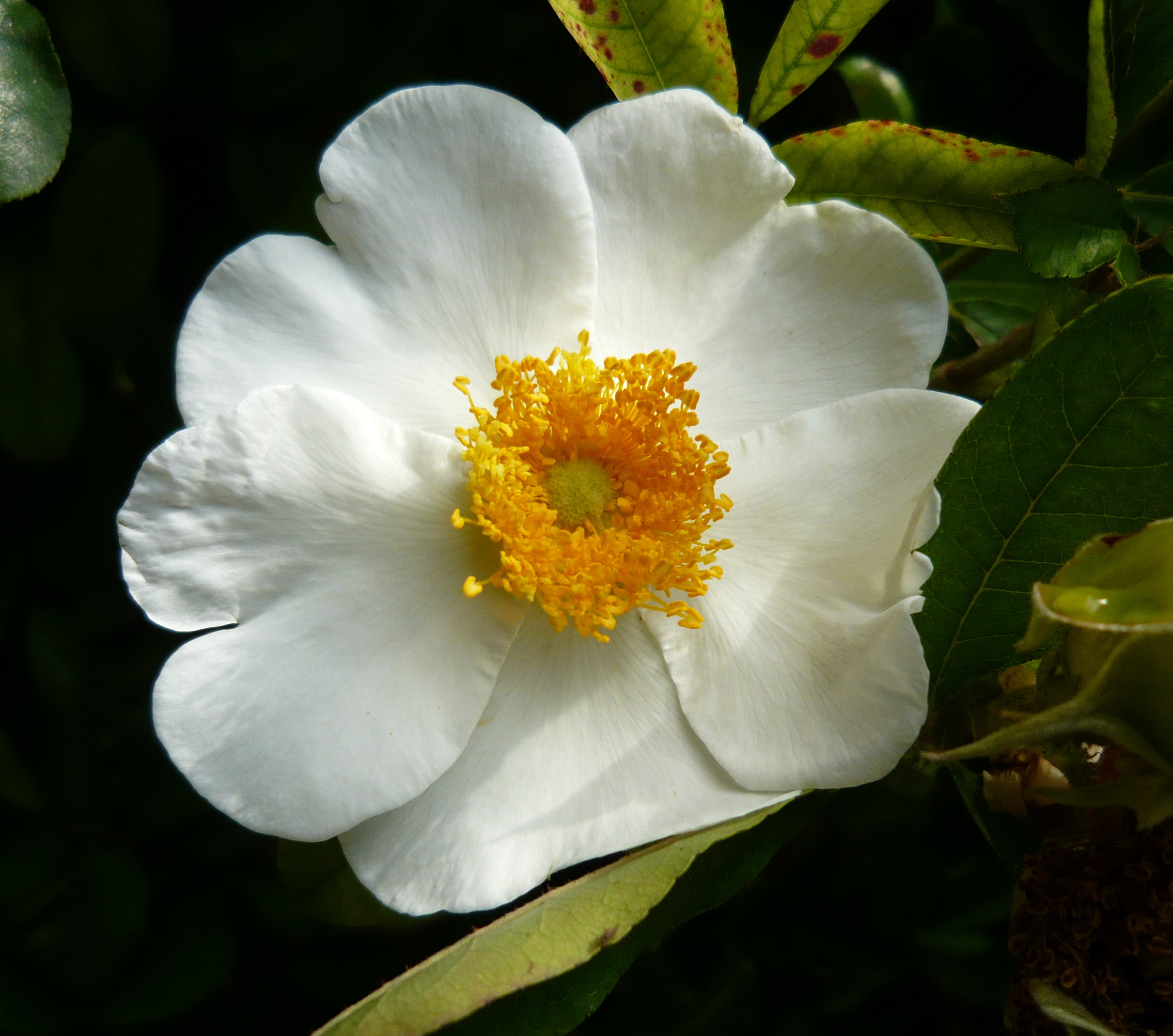
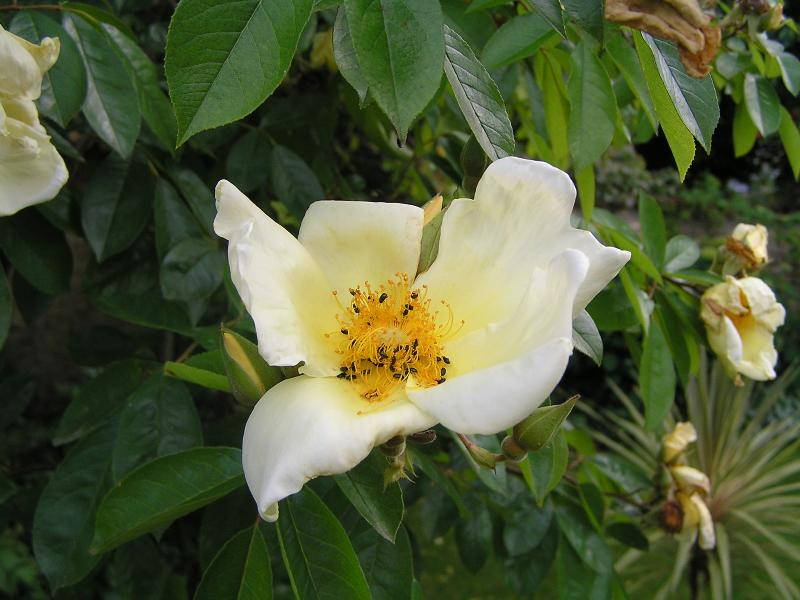
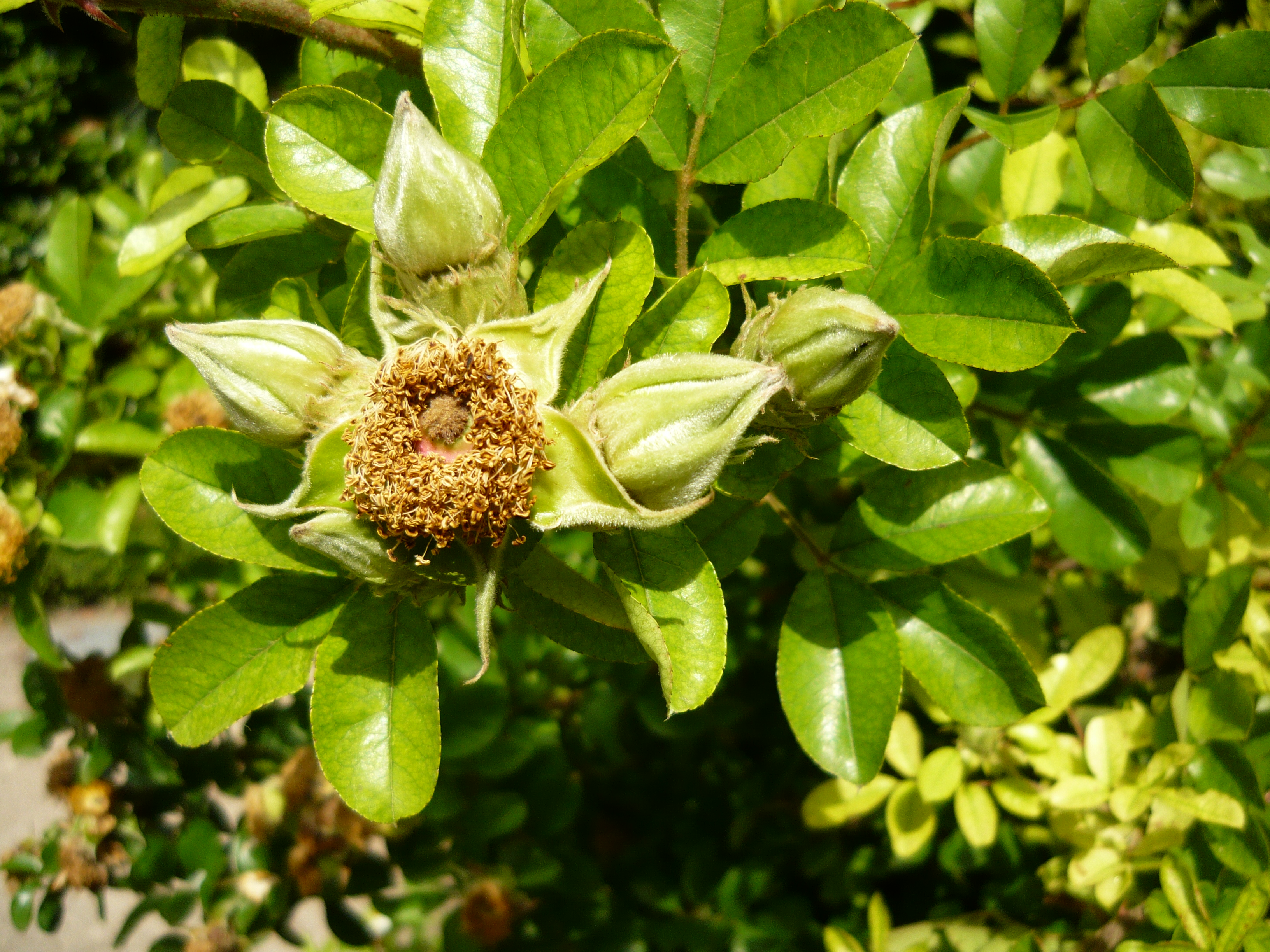
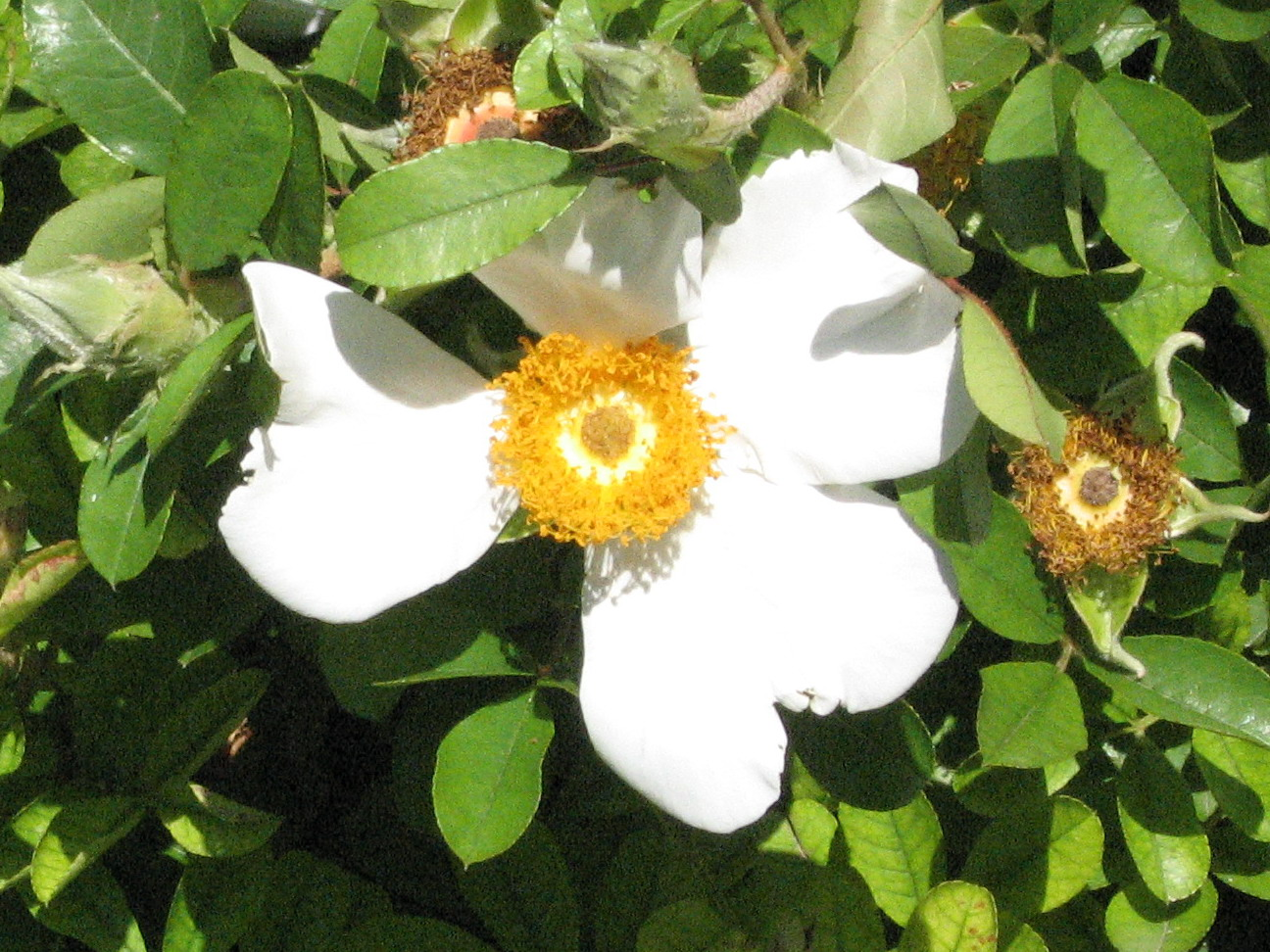